# American Beauty
| 전문가 평가                   | 전문가 평가 |
| 평가 점수                     | 평가 점수   |
| 출처                          | 점수        |
| ----------------------------- | ----------- |
| AllMusic                      | [ 4 ]       |
| Christgau's Record Guide      | A–          |
| Pitchfork                     | 10/10       |
| Rolling Stone                 | [ 7 ]       |
| Sputnikmusic                  | [ 8 ]       |
| Encyclopedia of Popular Music | [ 9 ]       |

《American Beauty》는 미국의 록 밴드 그레이트풀 데드의 다섯 번째 스튜디오 음반이다. 1970년 11월 1일, 워너 브라더스 레코드가 발매한 이 음반은 그 해 초에 발매된 그들의 이전 음반 《Workingman's Dead》의 포크 록과 컨트리 음악 스타일을 이어갔다. 아메리카나의 접근방식은 여전히 작사, 작곡에서 뚜렷하지만, 상대적으로 사운드는 포크 하모니와 메이저 키 멜로디에 집중되어 밥 딜런과 크로스비, 스틸스, 내시 & 영의 영향을 보여준다.
발매와 동시에 《American Beauty》는 빌보드 200 차트에 진입했고, 1971년 1월, 19주 동안 30위를 기록했다. 1974년 7월 11일, 미국 음반 산업 협회로부터 골드 인증을 받았으며, 이후 1986년과 2001년에 각각 플래티넘과 더블 플래티넘 인증을 받았다. 2003년 이 음반은 《롤링 스톤》이 선정한 역사상 가장 위대한 음반 500장 중 258위, 2012년 개정 목록 중 261위, 2020년 개정 목록 중 215위에 올랐다.

## 녹음
《American Beauty》는 제리 가르시아와 로버트 헌터가 작곡 파트너로 활동한 다작의 결과물이다. 그 중 하나는 그레이트풀 데드로 1년 만에 두 장의 스튜디오 음반을 냈다. 밴드가 이렇게 빨리 스튜디오로 돌아온 것은 이 때뿐이었다. 하지만, 거의 모든 곡이 한 쌍에 의해서만 작곡되었던 이전의 노력과는 달리, 이 음반은 밴드의 나머지 부분으로부터 더 많은 입력을 받았다. 헌터와 함께 작곡한 필 레시의 〈Box of Rain〉과 밥 위어의 〈Sugar Magnolia〉와 〈Operator〉가 포함되어 있으며, 론 "피그펜" 맥커넌은 그레이트풀 데드 스튜디오 음반에서 유일하게 작곡을 했다.

## 발매
《American Beauty》는 《Workingman's Dead》 이후 4개월 만에 발매했다. 음반의 제목은 아메리카나에 초점을 맞춘 음악과 앞면 커버에 그려진 장미라는 두 가지 의미를 가지고 있다. 장미 주변에서 음반 제목은 "American Reality"를 읽을 수 있는 텍스트 앰비그램으로 대본이 작성되어 있다. 뒷면 커버는 양치류, 장미, 흉상자, 그림자 상자, 그리고 다른 호기심이 담긴 디오라마의 조지 콩거 사진이다. 사진 양 옆에는 희미하게 생긴 기타가 달린 일러스트 판넬이 있고, 현도 장미 줄기이다. 커버 아트는 켈리-마우스 스튜디오에서 제작했다.

## 곡 목록
모든 곡들은 특별한 언급이 없는 한 제리 가르시아와 로버트 헌터에 의해 작사/작곡하였다.
| #  | 제목                    | 작사·작곡               | 재생 시간 |
| -- | ----------------------- | ----------------------- | --------- |
| 1. | 〈Box of Rain〉         | 필 레시, 헌터           | 5:18      |
| 2. | 〈Friend of the Devil〉 | 가르시아, 존 도슨, 헌터 | 3:24      |
| 3. | 〈Sugar Magnolia〉      | 밥 위어, 헌터           | 3:19      |
| 4. | 〈Operator〉            | 론 "피그펜" 맥커넌      | 2:25      |
| 5. | 〈Candyman〉            |                         | 6:14      |

| #  | 제목                       | 작사·작곡                  | 재생 시간 |
| -- | -------------------------- | -------------------------- | --------- |
| 1. | 〈Ripple〉                 |                            | 4:09      |
| 2. | 〈Brokedown Palace〉       |                            | 4:09      |
| 3. | 〈Till the Morning Comes〉 |                            | 3:09      |
| 4. | 〈Attics of My Life〉      |                            | 5:12      |
| 5. | 〈Truckin'〉               | 가르시아, 레시, 위어, 헌터 | 5:03      |